# Georg von Stackelberg
Georg August Paul Freiherr von Stackelberg (en russe : Георгий Карлович Штакельберг, Gueorgui Karlovitch Chtakelberg) né le 30 juillet 1851 (11 août dans le calendrier grégorien) à Pölwa et mort le 25 juillet 1913 (7 août dans le calendrier grégorien) à Hungerburg) est un général russe de cavalerie.

## Biographie
Georg est issu de la famille noble germano-balte Stackelberg établie en Estonie et est formé au Corps des Pages. En 1875, il se distingue en tant que commandant d'une unité de cosaques lors de l'expédition dans le khanat de Khiva et Kokand sous le commandement du général Constantin von Kaufmann. Du 18 août 1886 au 5 décembre 1890, Stackelberg est chef de régiment du 25e régiment de dragons à Kazan. Le 3 décembre 1897, il reçoit le commandement de la division cosaque transcaspienne et le 31 mai 1899, celui de la 15e division de cavalerie. Stackelberg commande la 10e division de cavalerie russe lors de l'écrasement de la révolte des Boxers en 1900 en Chine et lors de l'occupation suivante de la Mandchourie.
Du 25 avril 1901 à novembre 1902, il est le général commandant le 2e corps d'armée de Sibérie, puis entre le 2 novembre 1902 et le 3 février 1904, il commande le 1er corps de cavalerie. Lors de la guerre russo-japonaise, il prend le commandement du 1er corps d'armée de Sibérie le 5 avril 1904. Le commandant en chef russe Kouropatkine fut contraint de laisser une grande partie de son armée à Liaoyang, car les troupes japonaises se trouvaient à quelques jours de marche au sud-est de celle-ci. Le 5 juin, les 3/4 des unités de Stackelberg étaient arrivées autour de Te-li-ssu, mais les ordres de Kouropatkine l'empêchèrent de continuer à avancer. Le 1er Corps de Sibérie joue un rôle central dans la bataille de Te-li-Ssu (14-15 juin 1904) en affrontant la 2e armée japonaise du général Oku Yasukata. L'aile droite russe risquait d'être encerclée dans la bataille, une contre-attaque s'est enlisée le 15 juin, Stackelberg a pu retirer ses unités de manière ordonnée, mais l'artillerie japonaise a causé de nouvelles lourdes pertes. Les 24 et 25 juillet 1904, ses troupes combattent avec le 4e corps de Sibérie du général Nikolaï Zaroubaïev à la bataille de Tashihchiao.
Lors de la bataille de Sandepu (du 25 au 29 janvier 1905), le corps de Stackelberg était sous les ordres de la 2e armée de Mandchourie du général Oskar Grippenberg. Stackelberg a ignoré un ordre de Kouropatkine et, avec l'aide de la cavalerie de Michtchenko, a pris une partie du village de Sandepu. Grippenberg a ensuite accordé un jour de repos à ses troupes le 27 janvier. L'objectif assigné aux troupes de Stackelberg était toujours aux mains des Japonais et, malgré l'ordre de repos, ces derniers attaquèrent. Six mille soldats russes furent tués ou blessés et Stackelberg dut se retirer sans avoir obtenu gain de cause. Grippenberg et Stackelberg furent tous deux relevés de leur commandement après la bataille.